# Typ 99 (czołg)
Typ 99 (ZTZ99, WZ123) – chiński czołg podstawowy trzeciej generacji, produkowany przez przedsiębiorstwo Norinco, stanowiący rozwinięcie konstrukcji Typ 98G. Pojazd wszedł do służby w 2001 roku.
Załogę pojazdu stanowią trzy osoby (dowódca, kierowca i strzelec). Czołg wyposażony jest w armatę kal. 125 mm, sprzężony z nią karabin maszynowy kal. 7,62 mm oraz przeciwlotniczy karabin maszynowy kal. 12,7 mm. Na czołgu zainstalowany jest system przeciwpancernych pocisków kierowanych 9K119 Refleks.
Typ 99 opracowany został z myślą o dorównaniu czołgom zachodnim (M1 Abrams, Leopard 2) i jest obecnie najbardziej zaawansowanym czołgiem Chińskiej Armii Ludowo-Wyzwoleńczej. Ze względu na wysokie koszty produkcji (cena jednostkowa wynosi ok. 2,5 mln USD) wielkość produkcji pojazdu jest stosunkowo niewielka. Trzon chińskich wojsk pancernych stanowią bardziej ekonomiczne czołgi Typ 96.